# Castigo Final
Castigo Final é uma microssérie multiplataforma em quatro capítulos, produzida pela empresa portuguesa beActive e pela carioca Millagro Produtora e exibida pela Oi TV em 2009.
A microssérie trouxe ao Brasil um novo modelo de interatividade: o espectador poderá participar da história, auxiliando em seu rumo, através de telefone, internet e mensagens de texto.
Apresenta oito mulheres como protagonistas: Adriana Rabelo, Maria Eduarda Machado, Sarito Rodrigues, Lívia Maria Senatore, Mariana Bassoul, Flávia Dindo, Fernanda Rocha e Thaiane Estauber.
É a primeira produção portuguesa alguma vez nomeada para os prémios Emmy. A série concorre na categoria "Internacional Digital" na edição dos prémios de 2010.

## História

### Enredo
Oito mulheres condenadas a passar os próximos dias de suas vidas em um presídio de segurança máxima precisam de você, espectador, para conseguirem se salvar.
"Desvende o código e salve oito mulheres de um destino traiçoeiro."
Essa é sua missão, a partir do primeiro episódio dessa trama de intenso mistério.

### Sinopse
Em outubro de 2009 é inaugurado o presídio de segurança máxima Ivo de Kermartin. Trata-se do presídio mais moderno do país, totalmente controlado por sistemas informatizados de última geração. No dia 5 de outubro, é transferida para esta casa de detenção a ex-policial Tânia Ribeiro (Adriana Rabello), condenada por abuso de autoridade. É a oitava detenta. Desde sua chegada, fatos estranhos começam a suceder.
No dia 8 de outubro, o sistema de segurança da cadeia sofre uma pane e as detentas perdem o contato com o mundo exterior. Estão largadas à própria sorte.
Quando mortes começam a acontecer dentro do presídio, elas precisam lutar para se manter vivas. A única maneira de salvá-las é descobrindo o código secreto do sistema de segurança, que as separa da liberdade. Só você pode salvar a vida dessas detentas. Descubra o código secreto antes que seja tarde demais.

## Elenco
| Ator                  | Personagem                     |
| --------------------- | ------------------------------ |
| Adriana Rabelo        | "Tânia Ribeiro"                |
| Maria Eduarda Machado | "Selma Pires"                  |
| Sarito Rodrigues      | "Roseane de Freitas" ("Rose")  |
| Lívia Maria Senatore  | "Kátia dos Santos"             |
| Mariana Bassoul       | "Dalva Regina Moraes"          |
| Flávia Dindo          | "Carmem Lúcia Barros"          |
| Fernanda Rocha        | "Elizabeth dos Anjos" ("Beth") |
| Thaiane Estauber      | "Márcia Lopes"                 |

## Trilha sonora
Ainda não lançada comercialmente.
- Palavras repetidas - Gabriel, o Pensador & Legião Urbana
- Fala sério - Marcelo D2 & Mariana Aydar
- A hora da estrela - Pato Fu
- Save you - Simple Plan